# 郭恭
郭恭（？—？），中國清朝官員，廣東三水人。乾隆四十五年（1780年）舉人。嘉慶五年（1800年）接替吳球擔任台灣府嘉義縣知縣。掌管今嘉義縣、嘉義市、雲林縣一帶政事。